# I sotterranei della libertà
I sotterranei della libertà è un'opera letteraria di Jorge Amado, pubblicata nel 1954. L'opera si suddivide in tre volumi: Tempi difficili (Os ásperos tempos), Agonia della notte (Agonia da noite) e La luce in fondo al tunnel (A luz no túnel). In italiano è pubblicata in tre volumi da Einaudi, nella traduzione di Daniela Ferioli.

## Trama e struttura
Il libro espone in termini romanzeschi alcune vicende della storia del Brasile moderno, a partire dall'insediamento del regime di Getúlio Vargas, sino al termine dello stesso e al ripristino della democrazia nel Paese. Amado, intellettuale comunista in esilio, continuando sulla falsariga stilistica che caratterizza la sua produzione letteraria nel decennio successivo alla seconda guerra mondiale, opta per un romanzo fortemente politicizzato, adeguandosi alle logiche di produzione artistica staliniste. Ne risulta un'opera improntata a uno stretto formalismo di stampo ždanoviano, un'esaltazione dell'eroe proletario delineato in maniera stereotipata e piena di cliché in lotta contro una borghesia avida e imbelle quanto crudele e spregiudicata.
Lo stesso Amado riconobbe la natura settaria dell'opera e criticò retrospettivamente l'impianto dell'opera e le motivazioni che lo avevano condotto a scriverla.
La produzione letteraria di Amado, in seguito al XX Congresso del Partito Comunista dell'Unione Sovietica del 1956, si sarebbe decisamente distanziata dal realismo socialista per abbracciare uno stile personale, non connotato politicamente, dal quale sarebbe scaturita la pubblicazione nel 1958 del romanzo Gabriella, garofano e cannella. In esso l'umile, multietnica e viva umanità baiana che popola le sue opere migliori è l'elemento centrale della trattazione, minuziosa ma allo stesso tempo partecipe, ammiccante e reale, con un fondo di ironia.

## Edizioni in italiano
- Tempi difficili: I sotterranei della libertà, trad. Daniela Ferioli, Einaudi, Torino 1998 341 pp. ISBN 88-06-14703-X ISBN 88-06-16910-6
- Agonia della notte: I sotterranei della libertà, trad. Daniela Ferioli, Einaudi, Torino 2001 345 pp. ISBN 88-06-15458-3
- La luce in fondo al tunnel: I sotterranei della libertà, trad. Daniela Ferioli, Einaudi, Torino 2002 409 pp. ISBN 88-06-16069-9

### Sul Brasile di Getulio Vargas
- Getulio Vargas, traduzione autorizzata di Marina Guaspari: Per iniziative dell'Associazione "Amici del Brasile.", Padova, CEDAM, 1941,  p. 150.
- Tiziana Bertaccini, Le Americhe Latine nel Ventesimo secolo, Feltrinelli Editore,  p. 336, ISBN 9788858819319.
- Matteo Sanfilippo, Gli italiani in Brasile, Edizioni Sette Città, 2010, ISBN 9788878534148.